# Mistrzostwa Świata Juniorów w Hokeju na Lodzie 2018/III Dywizja
Mistrzostwa Świata Juniorów w Hokeju na Lodzie III dywizji 2018 zostały rozegrane w dniach 22-28 stycznia 2018 roku.
W dywizji III walczyło 6 drużyn. Zmagania odbyły się w stolicy Bułgarii, Sofii. Reprezentacje grały systemem każdy z każdym. Pierwsza drużyna awansowała do mistrzostw świata dywizji II gr. B w 2019 roku, natomiast najsłabsza za rok będzie grała w kwalifikacjach III dywizji w 2019 roku.
Hala, w której rozegrano zawody:
- Zimowy Pałac Sportu, Sofia

Wyniki
| 22 stycznia 2018 | Islandia | 1:2 pd. | Australia | Zimowy Pałac Sportu, Sofia |

| Szczegóły      | Szczegóły             | Szczegóły            | Szczegóły                                   | Szczegóły                                                                               |
| -------------- | --------------------- | -------------------- | ------------------------------------------- | --------------------------------------------------------------------------------------- |
| Godzina: 13:00 | A. Orongan (PS) 59:10 | (0:0, 0:0, 1:1, 0:1) | 55:17 (PP2) B. Kubara 60:37 (EQ) A. Sillato | Widzów: 300 Sędzia główny: Petr Amosow Sędziowie liniowi: Luchezar Stoyanov Toivo Tilku |
| Godzina: 13:00 | 28 min. kar           |                      | 16 min. kar                                 | Widzów: 300 Sędzia główny: Petr Amosow Sędziowie liniowi: Luchezar Stoyanov Toivo Tilku |

| 22 stycznia 2018 | Chiny | 2:3 | Izrael | Zimowy Pałac Sportu, Sofia |

| Szczegóły      | Szczegóły                              | Szczegóły       | Szczegóły                                                               | Szczegóły                                                                                       |
| -------------- | -------------------------------------- | --------------- | ----------------------------------------------------------------------- | ----------------------------------------------------------------------------------------------- |
| Godzina: 16:30 | Zhang P. (PP) 16:37 Ying R. (PP) 26:18 | (1:1, 1:0, 0:2) | 04:45 (PP) M. Revniaga 45:45 (EQ) M. Revniaga 52:07 (PP) T. Aharonovich | Widzów: 280 Sędzia główny: Marcus Wannerstedt Sędziowie liniowi: Joona Elonen Deividas Kuneikis |
| Godzina: 16:30 | 8 min. kar                             |                 | 22 min. kar                                                             | Widzów: 280 Sędzia główny: Marcus Wannerstedt Sędziowie liniowi: Joona Elonen Deividas Kuneikis |

| 22 stycznia 2018 | Bułgaria | 5:3 | Nowa Zelandia | Zimowy Pałac Sportu, Sofia |

| Szczegóły      | Szczegóły                                                                                                  | Szczegóły       | Szczegóły                                                              | Szczegóły                                                                                 |
| -------------- | --- | --------------- | ---------------------------------------------------------------------- | ----------------------------------------------------------------------------------------- |
| Godzina: 20:00 | W. Dikow (PP) 18:50 A. Gacew (EQ) 19:05 D. Diłkow (EQ) 23:45 M. Wasiliew (EQ) 46:55 M. Wasiliew (EQ) 59:07 | (2:1, 1:1, 2:1) | 13:44 (EQ) F. Aguiree-Landshoeft 28:48 (EQ) L. Hill 53:34 (SH) L. Hill | Widzów: 550 Sędzia główny: Michael Tscherrig Sędziowie liniowi: Liu Tiange Tobias Schwenk |
| Godzina: 20:00 | 12 min. kar                                                                                                |                 | 14 min. kar                                                            | Widzów: 550 Sędzia główny: Michael Tscherrig Sędziowie liniowi: Liu Tiange Tobias Schwenk |

| 23 stycznia 2018 | Chiny | 1:2 | Islandia | Zimowy Pałac Sportu, Sofia |

| Szczegóły      | Szczegóły         | Szczegóły       | Szczegóły                                         | Szczegóły                                                                                        |
| -------------- | ----------------- | --------------- | ------------------------------------------------- | ------------------------------------------------------------------------------------------------ |
| Godzina: 13:00 | Zhu Z. (EQ) 09:18 | (1:0, 0:1, 0:1) | 36:17 (PP) S. Thorsteinsson 53:19 (EQ) A. Orongan | Widzów: 83 Sędzia główny: Marcus Wannerstedt Sędziowie liniowi: Deividas Kuneikis Rafał Noworyta |
| Godzina: 13:00 | 6 min. kar        |                 | 10 min. kar                                       | Widzów: 83 Sędzia główny: Marcus Wannerstedt Sędziowie liniowi: Deividas Kuneikis Rafał Noworyta |

| 23 stycznia 2018 | Australia | 6:3 | Nowa Zelandia | Zimowy Pałac Sportu, Sofia |

| Szczegóły      | Szczegóły | Szczegóły       | Szczegóły                                                      | Szczegóły                                                                                  |
| -------------- | --- | --------------- | -------------------------------------------------------------- | ------------------------------------------------------------------------------------------ |
| Godzina: 16:30 | T. Rye (EQ) 13:09 F. Wood (PP) 16:42 J. Ruck (EQ) 34:37 A. Sillato (EQ) 50:52 D. Flanagan (EQ) 52:14 F. Wood (EQ) 57:57 | (2:1, 1:1, 3:1) | 07:04 (EQ) S. Brown 38:02 (EQ) L. Hill 51:59 (EQ) R. Martinoli | Widzów: 150 Sędzia główny: Konstantin Czubienko Sędziowie liniowi: Joona Elonen Liu Tiange |
| Godzina: 16:30 | 14 min. kar |                 | 8 min. kar                                                     | Widzów: 150 Sędzia główny: Konstantin Czubienko Sędziowie liniowi: Joona Elonen Liu Tiange |

| 23 stycznia 2018 | Izrael | 4:3 | Bułgaria | Zimowy Pałac Sportu, Sofia |

| Szczegóły      | Szczegóły                                                                                     | Szczegóły       | Szczegóły                                                      | Szczegóły                                                                            |
| -------------- | --------------------------------------------------------------------------------------------- | --------------- | -------------------------------------------------------------- | ------------------------------------------------------------------------------------ |
| Godzina: 20:00 | D. Kozev (EQ) 17:32 I. Mostovoy (EQ) 24:28 T. Aharonovich (PP) 26:49 T. Ignatovich (EQ) 52:46 | (1:1, 2:1, 1:1) | 18:09 (EQ) T. Abdi 22:40 (EQ) M. Wasiliew 45:17 (PP) D. Diłkow | Widzów: 580 Sędzia główny: Petr Amosow Sędziowie liniowi: Tobias Schwenk Toivo Tilku |
| Godzina: 20:00 | 51 min. kar                                                                                   |                 | 10 min. kar                                                    | Widzów: 580 Sędzia główny: Petr Amosow Sędziowie liniowi: Tobias Schwenk Toivo Tilku |

| 25 stycznia 2018 | Australia | 4:7 | Izrael | Zimowy Pałac Sportu, Sofia |

| Szczegóły      | Szczegóły                                                                     | Szczegóły       | Szczegóły | Szczegóły                                                                                       |
| -------------- | ----------------------------------------------------------------------------- | --------------- | --- | ----------------------------------------------------------------------------------------------- |
| Godzina: 13:00 | T. Steven (PP) 18:37 F. Wood (PP) 21:26 J. Ruck (EQ) 49:40 F. Wood (EQ) 51:02 | (1:1, 1:4, 2:2) | 08:07 (EQ) M. Revniaga 23:02 (PP) M. Revniaga 30:53 (PP) M. Avraham 32:51 (EQ) E. Valeev 37:54 (PP) Y. Halpert 41:45 (EQ) M. Revniaga 50:28 (PP) M. Revniaga | Widzów: 80 Sędzia główny: Michael Tscherrig Sędziowie liniowi: Deividas Kuneikis Rafał Noworyta |
| Godzina: 13:00 | 18 min. kar                                                                   |                 | 18 min. kar | Widzów: 80 Sędzia główny: Michael Tscherrig Sędziowie liniowi: Deividas Kuneikis Rafał Noworyta |

| 25 stycznia 2018 | Islandia | 13:3 | Nowa Zelandia | Zimowy Pałac Sportu, Sofia |

| Szczegóły      | Szczegóły | Szczegóły       | Szczegóły                                                         | Szczegóły                                                                                 |
| -------------- | --- | --------------- | ----------------------------------------------------------------- | ----------------------------------------------------------------------------------------- |
| Godzina: 16:30 | S. Atlason (PP) 01:53 K. Arnason (SH) 04:41 J. Árnason (EQ) 14:30 K. Kristinsson (EQ) 24:27 A. Orongan (EQ) 25:01 S. Atlason (EQ) 28:12 E. Induss (EQ) 29:33 S. Atlason (EQ) 32:53 E. Induss (PP) 35:14 E. Induss (PP) 47:56 H. Kristveigarson (EQ) 54:47 S. Atlason (PP) 55:34 M. Maack (EQ) 56:45 | (3:0, 6:2, 4:1) | 28:35 (EQ) M. Graham 32:28 (EQ) R. Martinoli 51:42 (PP) M. Rawiri | Widzów: 90 Sędzia główny: Petr Amosow Sędziowie liniowi: Tobias Schwenk Luchezar Stoyanov |
| Godzina: 16:30 | 32 min. kar |                 | 16 min. kar                                                       | Widzów: 90 Sędzia główny: Petr Amosow Sędziowie liniowi: Tobias Schwenk Luchezar Stoyanov |

| 25 stycznia 2018 | Chiny | 10:4 | Bułgaria | Zimowy Pałac Sportu, Sofia |

| Szczegóły      | Szczegóły | Szczegóły       | Szczegóły                                                                            | Szczegóły                                                                                   |
| -------------- | --- | --------------- | ------------------------------------------------------------------------------------ | ------------------------------------------------------------------------------------------- |
| Godzina: 20:00 | Wang J. (EQ) 03:23 Xie H. (EQ) 11:48 Huang Q. (PP) 19:45 Hou Y. (EQ) 26:25 Hou Y. (PP) 28:08 Ying R. (EQ) 29:50 Guo J. (EQ) 37:22 Wang J. (SH) 39:09 Ying R. (EQ) 51:49 Huang Q. (EQ) 54:20 | (3:1, 5:2, 2:1) | 02:14 (PP) D. Diłkow 23:29 (PP) D. Diłkow 34:52 (EQ) M. Wasiliew 59:31 (PP) W. Dikow | Widzów: 620 Sędzia główny: Konstantin Czubienko Sędziowie liniowi: Joona Elonen Toivo Tilku |
| Godzina: 20:00 | 20 min. kar |                 | 24 min. kar                                                                          | Widzów: 620 Sędzia główny: Konstantin Czubienko Sędziowie liniowi: Joona Elonen Toivo Tilku |

| 26 stycznia 2018 | Izrael | 6:2 | Islandia | Zimowy Pałac Sportu, Sofia |

| Szczegóły      | Szczegóły | Szczegóły       | Szczegóły                                          | Szczegóły                                                                                   |
| -------------- | --- | --------------- | -------------------------------------------------- | ------------------------------------------------------------------------------------------- |
| Godzina: 13:00 | M. Revniaga (EQ) 08:07 T. Ignatovich (EQ) 11:03 D. Marziko (EQ) 19:26 I. Mostovoy (EQ) 43:22 M. Revniaga (PP) 48:44 M. Revniaga (PP) 57:08 | (3:0, 0:0, 3:2) | 41:02 (EQ) A. Orongan 51:35 (EQ) H. Kristveigarson | Widzów: 71 Sędzia główny: Konstantin Czubienko Sędziowie liniowi: Liu Tiange Tobias Schwenk |
| Godzina: 13:00 | 24 min. kar |                 | 14 min. kar                                        | Widzów: 71 Sędzia główny: Konstantin Czubienko Sędziowie liniowi: Liu Tiange Tobias Schwenk |

| 26 stycznia 2018 | Nowa Zelandia | 2:11 | Chiny | Zimowy Pałac Sportu, Sofia |

| Szczegóły      | Szczegóły                             | Szczegóły       | Szczegóły | Szczegóły                                                                                       |
| -------------- | ------------------------------------- | --------------- | --- | ----------------------------------------------------------------------------------------------- |
| Godzina: 16:30 | A. Egan (PP) 51:17 A. Egan (PP) 56:40 | (0:3, 0:6, 2:2) | 01:23 (EQ) Zhu Z. 04:31 (PP) Ying R. 11:33 (EQ) Feng Z. 20:46 (EQ) Guo J. 26:13 (EQ) Zhang D. 26:57 (EQ) Li Y. 27:41 (EQ) Huang Q. 30:04 (EQ) Huang Q. 31:46 (PP) Ying R. 41:29 (EQ) Ying R. 59:20 (EQ) Yu J. | Widzów: 50 Sędzia główny: Michael Tscherrig Sędziowie liniowi: Rafał Noworyta Luchezar Stoyanov |
| Godzina: 16:30 | 12 min. kar                           |                 | 26 min. kar | Widzów: 50 Sędzia główny: Michael Tscherrig Sędziowie liniowi: Rafał Noworyta Luchezar Stoyanov |

| 26 stycznia 2018 | Bułgaria | 7:5 | Australia | Zimowy Pałac Sportu, Sofia |

| Szczegóły      | Szczegóły | Szczegóły       | Szczegóły                                                                                              | Szczegóły                                                                                       |
| -------------- | --- | --------------- | --- | ----------------------------------------------------------------------------------------------- |
| Godzina: 20:00 | D. Diłkow (SH) 06:53 D. Diłkow (EQ) 36:58 P. Petkow (EQ) 38:11 I. Iwanow (EQ) 45:30 W. Dikow (EQ) 51:06 K. Dikow (PP) 55:58 M. Wasiliew (EQ) 59:47 | (1:0, 2:3, 4:2) | 22:18 (PP) B. Kubara 26:25 (EQ) T. Steven 29:27 (EQ) B. Kubara 49:39 (EQ) J. Ruck 50:47 (EQ) T. Steven | Widzów: 410 Sędzia główny: Marcus Wannerstedt Sędziowie liniowi: Joona Elonen Deividas Kuneikis |
| Godzina: 20:00 | 10 min. kar |                 | 14 min. kar                                                                                            | Widzów: 410 Sędzia główny: Marcus Wannerstedt Sędziowie liniowi: Joona Elonen Deividas Kuneikis |

| 28 stycznia 2018 | Nowa Zelandia | 0:5 | Izrael | Zimowy Pałac Sportu, Sofia |

| Szczegóły      | Szczegóły   | Szczegóły       | Szczegóły | Szczegóły                                                                                     |
| -------------- | ----------- | --------------- | --- | --------------------------------------------------------------------------------------------- |
| Godzina: 13:00 |             | (0:1, 0:3, 0:1) | 19:28 (PP) M. Avraham 29:51 (PP) T. Aharonovich 31:04 (EQ) M. Revniaga 34:19 (PP) S. LAvon 52:36 (EQ) M. Revniaga | Widzów: 51 Sędzia główny: Marcus Wannerstedt Sędziowie liniowi: Luchezar Stoyanov Toivo Tilku |
| Godzina: 13:00 | 35 min .kar |                 | 10 min. kar | Widzów: 51 Sędzia główny: Marcus Wannerstedt Sędziowie liniowi: Luchezar Stoyanov Toivo Tilku |

| 28 stycznia 2018 | Islandia | 2:3 | Bułgaria | Zimowy Pałac Sportu, Sofia |

| Szczegóły      | Szczegóły                                  | Szczegóły       | Szczegóły                                                     | Szczegóły                                                                                    |
| -------------- | ------------------------------------------ | --------------- | ------------------------------------------------------------- | -------------------------------------------------------------------------------------------- |
| Godzina: 16:30 | E. Induss (EQ) 02:52 A. Orongan (PP) 41:32 | (1:0, 0:1, 1:2) | 33:08 (EQ) D. Diłkow 48:04 (EQ) D. Diłkow 59:46 (EQ) W. Dikow | Widzów: 670 Sędzia główny: Konstantin Czubienko Sędziowie liniowi: Liu Tiange Rafał Noworyta |
| Godzina: 16:30 | 8 min. kar                                 |                 | 10 min. kar                                                   | Widzów: 670 Sędzia główny: Konstantin Czubienko Sędziowie liniowi: Liu Tiange Rafał Noworyta |

| 28 stycznia 2018 | Australia | 1:6 | Chiny | Zimowy Pałac Sportu, Sofia |

| Szczegóły      | Szczegóły          | Szczegóły       | Szczegóły | Szczegóły                                                                                   |
| -------------- | ------------------ | --------------- | --- | ------------------------------------------------------------------------------------------- |
| Godzina: 20:00 | F. Wood (EQ) 38:28 | (0:2, 1:2, 0:2) | 00:16 (EQ) Guo J. 05:28 (PP) Ying R. 25:26 (EQ) Ying R. 29:09 (EQ) Zhu Z. 47:16 (PP) Wang J. 53:42 (EQ) Huang Q. | Widzów: 105 Sędzia główny: Michael Tscherrig Sędziowie liniowi: Joona Elonen Tobias Schwenk |
| Godzina: 20:00 | 30 min. kar        |                 | 18 min. kar | Widzów: 105 Sędzia główny: Michael Tscherrig Sędziowie liniowi: Joona Elonen Tobias Schwenk |

Tabela
| Lp. | Zespół        | M | Pkt | Z | Zd | Pd | P | G+ | G- | +/− |
| --- | ------------- | - | --- | - | -- | -- | - | -- | -- | --- |
| 1.  | Izrael        | 5 | 15  | 5 | 0  | 0  | 0 | 25 | 11 | +14 |
| 2.  | Chiny         | 5 | 9   | 3 | 0  | 0  | 2 | 30 | 12 | +18 |
| 3.  | Bułgaria      | 5 | 9   | 3 | 0  | 0  | 2 | 22 | 24 | -2  |
| 4.  | Islandia      | 5 | 7   | 2 | 0  | 1  | 2 | 20 | 15 | +5  |
| 5.  | Australia     | 5 | 5   | 1 | 1  | 0  | 3 | 18 | 24 | -6  |
| 6.  | Nowa Zelandia | 5 | 0   | 0 | 0  | 0  | 5 | 11 | 40 | -29 |

    = awans do dywizji II, grupy B      = spadek do kwalifikacji dywizji III
Statystyki indywidualne
- Klasyfikacja strzelców:  Mark Revniaga
- Klasyfikacja asystentów:  Aiden Sillato/ Wang Jing
- Klasyfikacja kanadyjska:  Mark Revniaga
- Klasyfikacja +/−:  Huang Qianyi
- Klasyfikacja skuteczności interwencji bramkarzy:  Raz Werner
- Klasyfikacja średniej goli straconych na mecz bramkarzy:  Yehonatan Reisinger/ Zhang Yuhang

Nagrody indywidualne
Dyrektoriat turnieju wybrał trójkę najlepszych zawodników na każdej pozycji:
- Bramkarz:  Maksymilian Mojzyszek
- Obrońca:  Konstantin Dikow
- Napastnik:  Mark Revniaga

## Kwalifikacje do III dywizji
W turnieju kwalifikacyjnym o awans do III dywizji mistrzostw świata juniorów wystąpiły dwie reprezentacje: Republiki Południowej Afryki i Chińskiego Tajpej. Turniej odbył się w dniach 5-7 lutego w Kapsztadzie w RPA. Zwyciężyli w nim gospodarze, którzy dwukrotnie pokonali rywali.
| 5 lutego 2018 | Chińskie Tajpej | 0:1 | Południowa Afryka | The Ice Station, Kapsztad |

| Szczegóły      | Szczegóły   | Szczegóły       | Szczegóły             | Szczegóły                                                                                                  |
| -------------- | ----------- | --------------- | --------------------- | --- |
| Godzina: 20:00 |             | (0:0, 0:1, 0:0) | 28:47 (PP) S. Johnson | Widzów: 150 Sędzia główny: Pierre Dehaen Vladimir Snášel Sędziowie liniowi: Botond Pálkövi Gil Haim Tichon |
| Godzina: 20:00 | 12 min. kar |                 | 29 min. kar           | Widzów: 150 Sędzia główny: Pierre Dehaen Vladimir Snášel Sędziowie liniowi: Botond Pálkövi Gil Haim Tichon |

| 6 lutego 2018 | Południowa Afryka | 5:4 | Chińskie Tajpej | The Ice Station, Kapsztad |

| Szczegóły      | Szczegóły | Szczegóły       | Szczegóły                                                                        | Szczegóły                                                                                                  |
| -------------- | --- | --------------- | -------------------------------------------------------------------------------- | --- |
| Godzina: 20:00 | J. Taljaard (EQ) 01:50 R. Venter (EQ) 13:07 S. Johnson (PP) 23:31 D. Schuurman (PP) 26:50 G. Bremner (EQ) 53:05 | (2:3, 2:0, 1:1) | 08:12 (PP) L. Ching 14:19 (PP) L. Kuan-yu 17:34 (PP) Ch. Wei 40:53 (PP2) Ch. Wei | Widzów: 125 Sędzia główny: Pierre Dehaen Vladimir Snášel Sędziowie liniowi: Botond Pálkövi Gil Haim Tichon |
| Godzina: 20:00 | 34 min. kar |                 | 32 min. kar                                                                      | Widzów: 125 Sędzia główny: Pierre Dehaen Vladimir Snášel Sędziowie liniowi: Botond Pálkövi Gil Haim Tichon |

Tabela
| Lp. | Zespół            | M | Pkt | Z | Zd | Pd | P | G+ | G- | +/− |
| --- | ----------------- | - | --- | - | -- | -- | - | -- | -- | --- |
| 1.  | Południowa Afryka | 2 | 6   | 2 | 0  | 0  | 0 | 6  | 4  | +2  |
| 2.  | Chińskie Tajpej   | 2 | 0   | 0 | 0  | 0  | 2 | 4  | 6  | -2  |